# CATCHY
『CATCHY』（キャッチー）は、2022年6月6日より、月曜日から金曜日までの16:15 - 16:45・18:15 - 18:55に生放送される琉球朝日放送の情報・報道番組（夕方ワイド番組）である。

## 概要
番組は途中東京のテレビ朝日が制作する『スーパーJチャンネル』を挟むサンドイッチ編成で、16時台の第1部は沖縄県在住のタレントをMCに起用して、働くお母さんをターゲットに生活情報を主体とした内容、18時台の第2部『NEWS CATCHY（ニュース・キャッチー）』は、同年6月3日まで放送されていた前番組『ニュース・Qプラス』の流れから、QABのアナウンサーが沖縄県内のその日一日のローカルニュースを伝え、司会者・フィールドキャスターが積極的に取材に出かけて、ニュースを深掘りする。
第1部は同年2月25日まで9:55 - 10:15に放送されていた『十時茶まで待てない!』、第2部は先述の通り『Qプラス』の後継番組である。平日夕方のサンドイッチ編成は沖縄では初の試みである。

## 放送時間
- 第1部：情報番組 16:15 - 16:45
（中断：『スーパーJチャンネル』 16:45 - 18:15、17:50 - 18:15はANN全国ネット枠）
- 第2部：NEWS CATCHY 18:15 - 18:55

## 出演者
| 月曜日                           | 火曜日                       | 水曜日                         | 木曜日                             | 金曜日                     |
| 第1部                            | 第1部                        | 第1部                          | 第1部                              | 第1部                      |
| MC                               | MC                           | MC                             | MC                                 | MC                         |
| -------------------------------- | ---------------------------- | ------------------------------ | ---------------------------------- | -------------------------- |
| 川満アンリ                       | 川満アンリ                   | 川満アンリ                     | 東江万那美                         | 東江万那美                 |
| 中継レポーター                   |                              |                                |                                    |                            |
| 仲本新（カシスオレンジ）         |                              |                                |                                    |                            |
| 日替わりパートナー               |                              |                                |                                    |                            |
| 知念だしんいちろう               | 榎森耕助（リップサービス）   | 松田しょう（初恋クロマニヨン） | さーねー（こきざみインディアン）   | 金城晋也（リップサービス） |
| 曜日別コーナー                   |                              |                                |                                    |                            |
| ゲストコーナー・アンリのAnListen | 調べます!叶えます!あなたの○○ | それいいなという情報・SOLENA   | ちょっぴり癒されるV撮ってきました! | （なし）                   |
| 毎日放映する企画                 |                              |                                |                                    |                            |
| 「イマココLIVE」                 | 「イマココLIVE」             | 「イマココLIVE」               | 「イマココLIVE」                   | 「旬感LIVE」               |
| 第2部                            |                              |                                |                                    |                            |
| MC                               |                              |                                |                                    |                            |
| 中村守                           | 中村守                       | 中村守                         | 中村守                             | 寺崎未来                   |
| 金城美優                         | 金城美優                     | 玉城真由佳                     | 玉城真由佳                         | 山城咲貴                   |
| 気象予報士                       |                              |                                |                                    |                            |
| 仲宗根朋美                       |                              |                                |                                    |                            |
| 曜日別コーナー                   |                              |                                |                                    |                            |
| （なし）                         | （なし）                     | （なし）                       | （なし）                           | ずっとの家族               |

第2部の出演者のうち、玉城、寺崎を除く各メンバーは前番組『Qプラス』からの続投である。